# چن فنگچین
چن فنگچین (انگلیسی: Chen Fengqin؛ زادهٔ ۲۱ مارس ۱۹۶۵) بازیکن والیبال زن اهل چین بود. وی در بازی‌های المپیک تابستانی ۱۹۹۲ شرکت کرده‌است.